# اکوتینی
اکوتینی (به فرانسوی: Écutigny) یک کمون در فرانسه با جمعیت ۱۰۸ نفر است که در Canton of Bligny-sur-Ouche واقع شده‌است.